# Parque fotovoltaico La Loma
Parque Fotovoltaico La Loma es un Parque solar en el municipio de El Paso en Colombia. Cuenta con una capacidad instalada de 187 megavatios (MW), más de 400 mil paneles instalados, en una superficie de más de 387 hectáreas.

## Historia
Aunque normalmente un proyecto de este tipo toma un año de construcción, La Loma se demoró tres años, debido a los retos que representó la pandemia del covid-19 y los inconvenientes que se registraron en las obras de la subestación a la que se conecta el parque.
En diciembre de 2022, la planta empezó a entregar energía de forma comercial, aunque fue inaugurada en febrero de 2024.